# 打田文博
打田 文博（うちだ ふみひろ、1953年 - ）は、神職。神道政治連盟会長、日本会議代表委員。

## 略歴
静岡県周智郡森町一宮生まれ。國學院大學神道学専攻科修了。1977年、寒川神社に奉職。1980年、神社本庁に転任。同渉外部長、神道政治連盟事務局長、日本宗教連盟事務局長などを歴任。2000年、小国神社宮司に就任。
神社本庁評議員・人事委員、伊勢神宮評議員、文化庁宗教法人審議会委員、森町文化財保護審議会会長、静岡県神社庁理事、神道政治連盟幹事長などを務める。
2012年5月30日、日本会議の主導の下、「皇室の伝統を守る国民の会」が再設立され、事務総長に就任。
2014年10月1日、日本会議の主導の下、「美しい日本の憲法をつくる国民の会」が設立され、事務総長に就任。
2016年、神道政治連盟会長に就任。同年、日本会議代表委員に就任。